# A The Beach Boys együttes díjainak listája

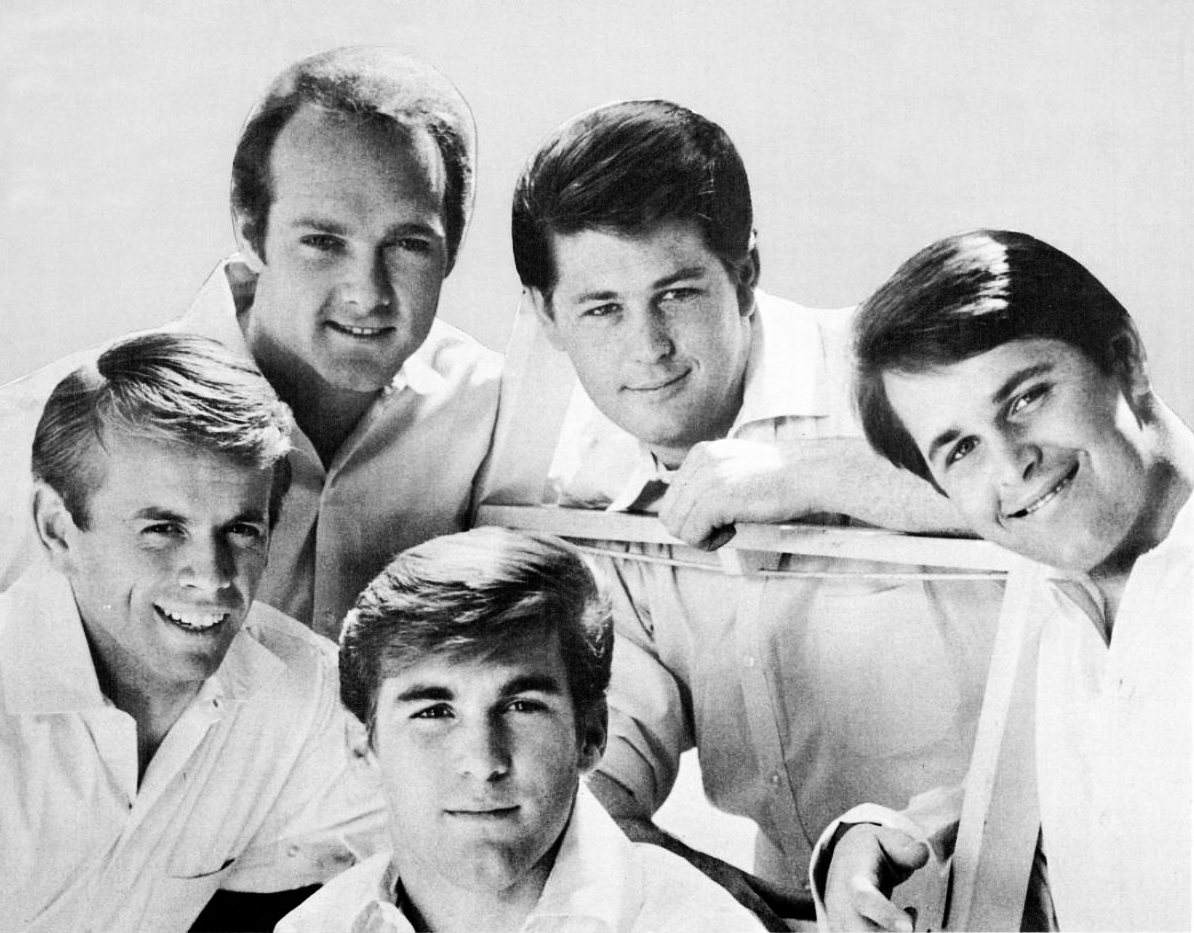

A The Beach Boys egy 1961-ben alakult amerikai rock együttes, a rockzene egyik legnagyobb hatású együttese. A csapat eleinte a szörf, a lányok és az autók zenei szószólójaként tett szert népszerűségre, ám a fő dalszerző Brian Wilson mind növekvő ambícióinak hatására idővel, jóval innovatívabbá vált zenéjük, és az utánuk következő majdnem összes zenekarra hatással voltak.
A The Beach Boyst sokszor nevezik úgy, mint: „Amerika zenekara”, és az AllMusic így ír róluk: „A zenekar kivételes képességei...tette őket Amerika első, legjobb rock zenekarává”.
A The Beach Boys eredeti felállása: Brian Wilson (ének, vokál, basszusgitár, billentyűs hangszerek), Mike Love (ének, vokál, szaxofon), Carl Wilson (ének, vokál, szólógitár), Alan Jardine (ének, vokál, ritmusgitár), Dennis Wilson (dob, vokál). Ezen kívül hivatalos tagjai voltak még az együttesnek: Bruce Johnston (ének, vokál, basszusgitár, billentyűs hangszerek), Davis Marks (vokál, ritmusgitár), Ricky Fataar (ének, vokál, dob, ritmusgitár), Blondie Chaplin (ének, vokál, ritmusgitár, basszusgitár), Glen Campbell (vokál, basszusgitár).
Fennállásuk során harminchat kislemezük jutott be az amerikai Top 40-be (több mint bármelyik más amerikai zenekarnak), emellett ötvenhat Billboard Hot 100-as számuk volt (ezen belül négy No.1.-es daluk volt). Az kvintettet (David Marks-szal és Bruce Johnston-nal kiegészülve) 1988-ban iktatták be a Rock and Roll Hírességek Csarnokába. A Rolling Stones magazin minden idők 100 legjobb művészeinek listáján a 12. helyen végzett. A Billboard magazin szerint a kislemez és nagylemez eladásokat tekintve a Beach Boys a legtöbb lemezt eladott amerikai rock együttes.
Az együttes zenei stílusváltásokkal és gyakori személyes konfliktusokkal zsúfolt története meglehetősen viharos: elég megemlíteni Brian Wilson mentális betegségét, drogfüggőségét, és végül kilépését a zenekarból, Dennis Wilson 1983-as és Carl Wilson 1998-as halálát, és a túlélő tagok folyamatos jogi csatározásait. Carl Wilson halála után Mike Love kidobta az alapító tag Alan Jardine-t az együttesből, ennek ellenére Love és Bruce Johnston, miután megszerezték a név használati jogát a Brother Records-tól, továbbra is Beach Boys néven turnéznak.
A Beach Boys az egyik legrégebb óta működő rock együttes. 2011-ben ünneplik az 50 éves fennállásukat, és egy nagy jubileumi koncertsorozattal akarják a rajongókat megörvendeztetni. Ez azonban még kétséges, mivel Brian Wilson nem szeretne egykori társaival együtt dolgozni.

## American Music Awards
Az "American Music Award" az egyik legnívósabb amerikai dijak egyike, amit a legkiemelkedöbb amerikai zenészeknek ítélik oda a zeneiparban.
| Év   | Jelölt         | Díj     | Eredmény |
| ---- | -------------- | ------- | -------- |
| 1987 | The Beach Boys | Nívódíj | megnyert |

## Grammy-díj
A Grammy-díj egy évente kiosztott díj, amelyet az amerikai Hanglemez Művészetek és Tudományok Akadémiája oszt ki. A The Beach Boys 8-szor kapott jelölést, de ebből egyszer sem tudott nyerni.
| Év   | Jelölt              | Díj                                                               | Eredmény |
| ---- | ------------------- | ----------------------------------------------------------------- | -------- |
| 1967 | Good Vibrations     | Vocal Group Performance                                           | jelölt   |
| 1967 | Good Vibrations     | Rock & Roll Recording                                             | jelölt   |
| 1967 | Good Vibrations     | Rock & Roll Group Performance                                     | jelölt   |
| 1967 | Good Vibrations     | Best Arrangement Accompanying a Vocalist or Instrumentalist       | jelölt   |
| 1989 | Kokomo              | Pop Vocal Group                                                   | jelölt   |
| 1989 | The Beach Boys      | Best Song written specifically for a Motion Picture or Television | jelölt   |
| 1999 | Pet Sounds Sessions | Best Historical Album                                             | jelölt   |
| 2001 | The Beach Boys      | Best Long Form Music Video                                        | jelölt   |

## Grammy Hall Of Fame
Ez a díj egy különleges Grammy-díj amit azok a dalok, vagy albumok kapnak meg, amik kiemelkedőek, mint minőségében mind történelmi jelentőségét nézve. A The Beach Boys 4 alkalommal kapta meg ezt a díjat.
| Év   | Jelölt           | Díj          | Eredmény  |
| ---- | ---------------- | ------------ | --------- |
| 1994 | Good Vibrations  | Hall Of Fame | beiktatva |
| 1998 | Pet Sounds       | Hall Of Fame | beiktatva |
| 1999 | In My Room       | Hall Of Fame | beiktatva |
| 2011 | California Girls | Hall Of Fame | beiktatva |

## Grammy Life Achievement Awards
A Grammy Life Achievement Awards a Recording Academy által adott díj, azoknak az előadóknak akik, életük során kiemelkedőt alkottak.
| Év   | Jelölt         | Díj                            | Eredmény |
| ---- | -------------- | ------------------------------ | -------- |
| 2001 | The Beach Boys | Grammy Life Achievement Awards | megnyert |

## Q Awards
A Q Award az angol Q zenei magazin által odaítélt díj.
| Év   | Jelölt          | Díj                      | Eredmény |
| ---- | --------------- | ------------------------ | -------- |
| 1990 | Pet Sounds      | Best Reissue/Compilation | megnyert |
| 1993 | Good Vibrations | Best Reissue/Compilation | megnyert |

## Jackie Coogan Award
A "Young Artist Award" keretén belül kapták meg ezt a különleges elismerést, az 50 éves kiemelkedő zenei teljesítményért.
| Év   | Jelölt         | Díj                 | Eredmény |
| ---- | -------------- | ------------------- | -------- |
| 2010 | The Beach Boys | Jackie Coogan Award | megnyert |

## Rock and Roll Hall of Fame
A Rock and Roll Hall of Fame and Museum listát vezet a rock and roll legmeghatározóbb személyeiről és zenekarairól, melyhez minden évben ünnepélyes keretek között új neveket adnak hozzá. Ők kerülnek be a "Rock and Roll Hall of Fame"-be, a rock and roll dicsőségének csarnokába, más néven a rock and roll halhatatlanjai közé.
| Év   | Jelölt         | Díj                        | Eredmény  |
| ---- | -------------- | -------------------------- | --------- |
| 1988 | The Beach Boys | Rock and Roll Hall of Fame | beiktatva |